# شیخ فرید بخاری
شیخ فرید بخاری (درگذشته ۱۶۱۶)، که به عنوان مرتضی خان نیز شناخته می‌شود، یکی از نجیب‌زادگان برجسته پادشاهی گورکانی در قرن ۱۷ بود. او به عنوان «میر بخشی» در دوره سلطنت اکبر کبیر خدمت کرد و در سرکوب شورش خسرو میرزا نقش کلیدی داشت. مرتضی خان همچنین به عنوان فرماندار گجرات و پنجاب فعالیت کرد و به ساخت شهر فریدآباد در هَریانا معروف است.
در دوران سلطنت جانشین اکبر، جهانگیرشاه، او نقش مهمی در سرکوب شورش شاهزاده خسرو میرزا گورکانی ایفا کرد و بعدها استان‌های گجرات و پنجاب را تحت فرمان خود داشت. او به عنوان یک حامی معماری در هند گورکانی نیز شناخته می‌شود.

## پیشینه
شیخ فرید مرتضی خان یک مسلمان هندی بود. به احتمال زیاد اجداد او افراد فاضلی بودند که برای امرار معاش زمین‌های معاف از مالیات به آنها واگذار شده بود. یکی از آنها، سید عبدالغفار اهل دهلی، به فرزندان خود توصیه کرد به جای زندگی با صدقه، حرفه نظامی را در پیش بگیرند. خانواده شیخ فرید سابقه طولانی در خدمت امپراتوری داشتند، مانند عموی او شیخ محمد بخاری که از افراد مورد اعتماد اکبر بود و برادرش جعفرخان که در سال ۱۵۷۳ در جنگ گجرات جان باخت. 

## دوران کاری

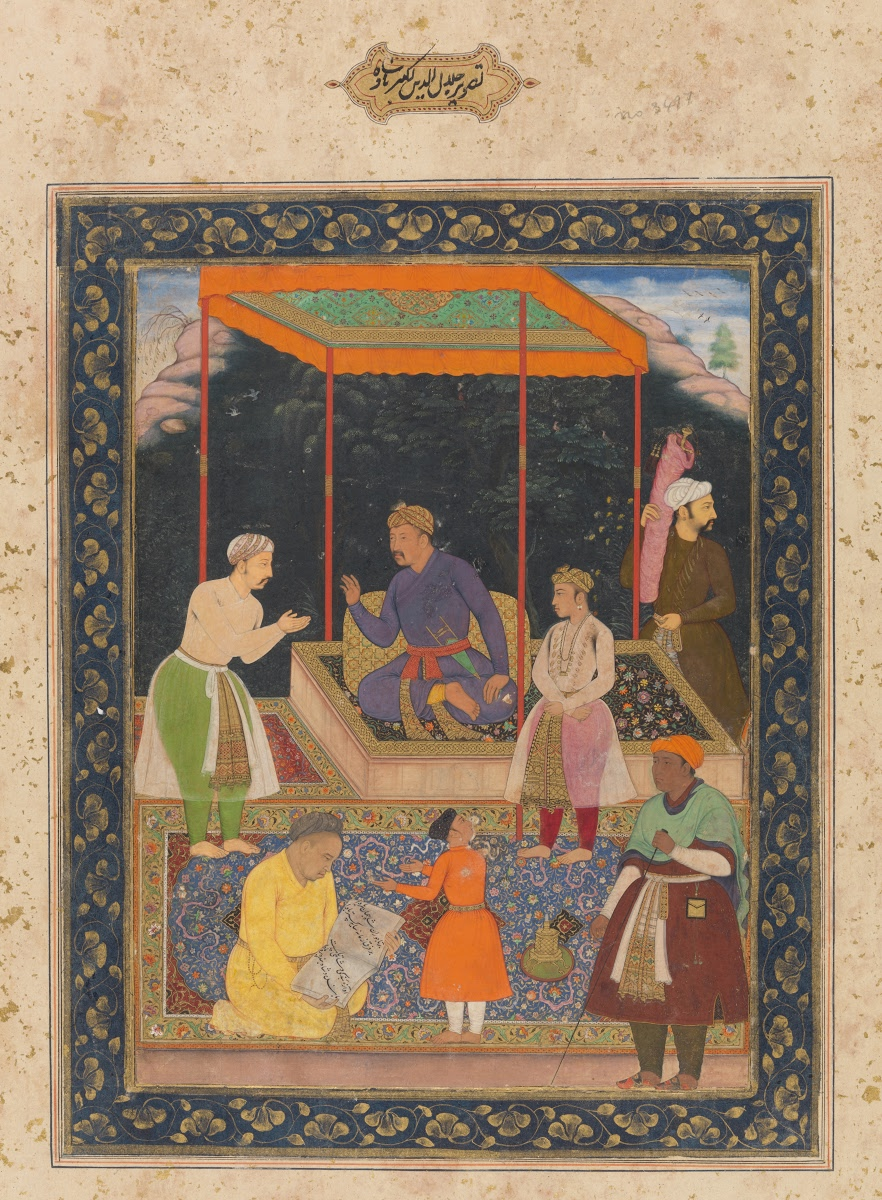
امپراتور اکبر مرتضی خان را می‌پذیرد

شیخ فرید به دلیل رشادت‌هایش در جنگ با افغانستانی‌ها در اودیسا توسط اکبر به فرماندهی ۱۵۰۰ سواره ارتقا یافت. اکبر همچنین لقب «صاحب‌السیف و القلم» (استاد شمشیر و قلم) را به او اعطا کرد. در سال ۱۶۰۰، او به مقام «میر بخشی» در زمان اکبر رسید. 
در دربار مغولان هند (گورکانیان) جنبشی از نقشبندیان وجود داشت که سعی داشتند قدرت را به دست آورند تا به امید جانشینی اکبر که از نظر مذهبی بی‌ثبات بود، امپراتوری را به امپراتوری مسلمان‌تر و متعصب‌تری تبدیل کنند. دو جاریک، از یسوعیانی حاضر در دربار، توصیف کرد که شیخ فرید به عنوان نماینده جناح متعصب دینی فرستاده شده بود تا حمایت از شاهزاده سلیم (پادشاه آینده، جهانگیر) را به شرطی که او سوگند یاد کند از قوانین محمد دفاع کند، وعده دهد. شیخ فرید نامه‌هایی از شیخ احمد سرهندی دریافت می‌کرد و مرید فداکار او بود. 
پس از تاجگذاری جهانگیر، شاهزاده خسرو میرزا گورکانی در سال ۱۶۰۶ علیه او شورید و از آگرا، جایی که در آن محبوس بود، به سمت منطقه پنجاب گریخت. شیخ فرید او را در نبردی نزدیک بهروال تعقیب و شکست داد. پس از دستگیری خسرو، جهانگیر برای اقدامات شیخ فرید به او لقب «مرتضی خان» اعطا کرد و درجه او را به ۶۰۰۰ سواره افزایش داد. جهانگیر همچنین محل نبرد، بهروال را به عنوان یک امتیاز زمین به او اعطا کرد. 
از سال ۱۶۰۶ تا ۱۶۰۹، شیخ فرید به عنوان حاکم (صوبه‌دار) گجرات تحت فرمان جهانگیر خدمت کرد. او آرامگاه وجیه‌الدین را در احمدآباد، قلعه قاضی و مسجد مدرسه شهر بهاروچ را بنا کرد. بستگان و افسران او بر احمدآباد ظلم کردند که منجر به جایگزینی او با میرزا عزیز کوکه شد.
او بعداً حاکم پنجاب شد. در این دوران، جهانگیر دستور اعدام رهبر سیک، گورو ارجن را به او داد. 
شیخ فرید به خاطر فعالیت‌های معماری‌اش در متون گورکانی شناخته شده است. یکی از اقدامات مهم او تأسیس فریدآباد در سال ۱۶۰۷ بود که برای آن کاروانسرا و مسجد ساخت. همچنین در زمان حکومتش در گجرات، چندین بنای مذهبی در بیهار شریف ساخت و به درگاه نظام‌الدین در دهلی نیز کمک کرد.

## آرامگاه
آرامگاه شیخ فرید در مالویا نگر، دهلی، در نزدیکی کاروانسرایی که توسط او ساخته شده به نام سرای شاهجی واقع شده است.